# تاکدا (بازی ویدئویی)
تاکدا (انگلیسی: Takeda) یک بازی ویدئویی تاکتیک هم‌زمان است که بر پایه زندگی تاکدا شینگن ساخته شده است.